# Средний Челбас
Средний Челбас — хутор в Павловском районе Краснодарского края.
Входит в состав Среднечелбасского сельского поселения.

## География
Расположен на реке Средняя Челбаска.

### Улицы
- ул. Косыгина,
- ул. Кубанская,
- ул. Лесная,
- ул. Молодёжная,
- ул. Набережная,
- ул. Октябрьская,
- ул. Садовая,
- ул. Седина,
- ул. Советская,
- ул. Чкалова.

## Население
| 2002 | 2010  |
| ---- | ----- |
| 1127 | ↘1069 |

Национальный состав
По данным переписи 1926 года по Северо-Кавказскому краю, в населённом пункте числилось 24 хозяйства и 130 жителей (69 мужчин и 61 женщина), из которых украинцы — 90,77 % или 118 чел., русские — 9,23 % или 12 чел.

## Известные уроженцы
- Головко, Павел Федотович — Герой Советского Союза.
- Костин, Виктор Иосифович — Герой Советского Союза.